# برونو پوتزولو
برونو پوتزولو (فرانسوی: Bruno Putzulu‎؛ زادهٔ ۲۴ مهٔ ۱۹۶۷) هنرپیشه اهل فرانسه است. از فیلم‌هایی که وی در آن نقش داشته‌است، می‌توان به طعمه، در ستایش عشق، افرادی که همدیگر را دوست دارند و سرنشینان اشاره کرد. وی همچنین برندهٔ جوایزی همچون جایزه سزار شده‌است.